# Cannock Chase
Cannock Chase är ett distrikt (motsvarande kommun) i grevskapet Staffordshire i England, Storbritannien. Distriktet har 101 140 invånare (2022). Större orter är Cannock och Rugeley. Staden Cannock tillhör inte någon civil parish, resten av distriktet är indelat i åtta civil parishes.